# Empis frauscheri
Empis frauscheri är en tvåvingeart som beskrevs av Gabriel Strobl 1901. Empis frauscheri ingår i släktet Empis och familjen dansflugor. Inga underarter finns listade i Catalogue of Life.